# Stilbops mandibularis
Stilbops mandibularis là một loài tò vò trong họ Ichneumonidae.